# روز الیوسف
روز الیوسف روزنامه‌ای سیاسی به زبان عربی است که در مصر به صورت هفتگی چاپ می‌شود. نخستین بار این روزنامه در ۲۶ اکتبر ۱۹۲۵ منتشر شد و تاکنون نیز به کار خود ادامه می‌دهد.